# Digitally Controlled Oscillator
Digitally Controlled Oscillator förkortat DCO är en digitalt styrd oscillator där frekvens och andra parametrar styrs av binära tal. Den skapar en synkron (det vill säga klockad), tidsdiskret representation av en vågform, vanligtvis sinusformad. DCO:er används ofta i samband med en digital-till-analog-omvandlare (DAC) vid utgången för att skapa en direkt digital synthesizer (DDS) och är ett mycket vanligt byggblock i elektronikkonstruktion och används i allt från musiksynthesizers till radio- och tv-apparater.
Numeriskt styrda oscillatorer erbjuder flera fördelar jämfört med andra typer av oscillatorer när det gäller smidighet, noggrannhet, stabilitet och tillförlitlighet. DCO:er används i många kommunikationssystem som digitala upp/ner-omvandlare som används i 3G trådlösa och mjukvaruradiosystem, digitala faslåsta slingor, radarsystem, drivrutiner för optiska eller akustiska sändningar och flernivå-FSK / PSK-modulatorer/demodulatorer.

## Drift
En DCO består i allmänhet av två delar:
- En fasackumulator (PA), som adderar till värdet som hålls vid dess utgång ett frekvenskontrollvärde vid varje klocksampel.
- En fas-till-amplitudomvandlare (PAC), som använder fasackumulatorns utgångsord (fasord) vanligtvis som ett index till en vågformsuppslagstabell (LUT) för att tillhandahålla ett motsvarande amplitudsampling. Ibland används interpolation med uppslagstabellen för att ge bättre noggrannhet och minska fasfelsbrus. Andra metoder för att konvertera fas till amplitud, som matematiska algoritmer som potensserier kan användas, särskilt i en mjukvaru-DCO.

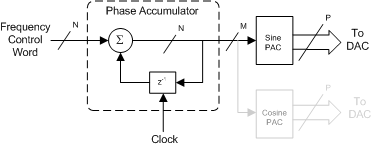
Figur 1: Numeriskt styrd oscillator med valfri kvadraturutgång

När den klockas skapar fasackumulatorn (PA) en modulo-2N sågtandsvågform som sedan omvandlas av fas-till-amplitudomvandlaren (PAC) till en samplade sinusform, där N är antalet bitar som bärs i fasackumulatorn. N ställer in DCO-frekvensupplösningen och är normalt mycket större än antalet bitar som definierar minnesutrymmet för PAC-uppslagstabellen. Om PAC-kapaciteten är 2M måste PA-utgångsordet trunkeras till M bitar så som visas i figur 1. De trunkerade bitarna kan emellertid användas för interpolation. Trunkeringen av fasutgångsordet påverkar inte frekvensnoggrannheten utan ger ett tidsvarierande periodiskt fasfel som är en primär källa till falska produkter. En annan falsk produktgenereringsmekanism är effekter med ändlig ordlängd av PAC-utgångsordet (amplitud).
Frekvensnoggrannheten i förhållande till klockfrekvensen begränsas endast av precisionen hos den aritmetik som används för att beräkna fasen. NCO:er är fas- och frekvensagila och kan trivialt modifieras för att producera en fasmodulerad eller frekvensmodulerad utsignal genom summering vid lämplig nod, eller tillhandahålla kvadraturutgångar som visas i figuren.

## Fasackumulator
En binär fasackumulator består av en N-bits binär adderare och ett register konfigurerat enligt figur 1. Varje klockcykel producerar en ny N-bits utgång som består av den tidigare utgången som erhålls från registret summerad med frekvensstyrordet (FCW) som är konstant för en given utgångsfrekvens. Den resulterande utgångsvågformen är en trappa med stegstorlek {\displaystyle \Delta F}, heltalsvärdet för FCW. I vissa konfigurationer tas fasutgången från registrets utgång som introducerar en enklockcykellatens men tillåter adderaren att arbeta med en högre klockfrekvens.

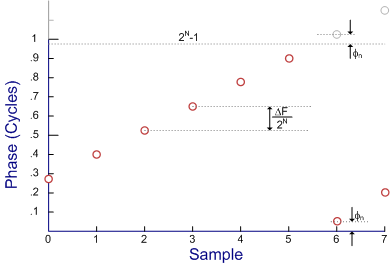
Figur 2: Normaliserad fasackumulatorutgång

Adderaren är utformad till att svämma över när summan av det absoluta värdet av dess operander överstiger dess kapacitet (2N−1). Överflödesbiten kasseras så utgående ordbredd är alltid lika med dess inmatade ordbredd. Resten {\displaystyle \phi _{n}}, kallad residual, lagras i registret och cykeln upprepas, med start denna tid från {\displaystyle \phi _{n}} (se figur 2). Eftersom en fasackumulator är en maskin med ändligt tillstånd måste så småningom restvärdet vid något prov K återgå till initialvärdet {\displaystyle \phi _{0}}. Intervallet K anger den stora repetitionsfrekvensen (GRR) som ges av
{\displaystyle {\mbox{GRR}}={\frac {2^{N}}{{\mbox{GCD}}(\Delta F,2^{N})}}}
där GCD är den största gemensamma divisorfunktionen. GRR representerar den sanna periodiciteten för en given {\displaystyle \Delta F} vilket för en högupplöst DCO kan vara mycket lång. Vanligtvis är man mer intresserade av driftfrekvensen som bestäms av den genomsnittliga överflödeshastigheten, given av
{\displaystyle F_{out}={\frac {\Delta F}{2^{N}}}F_{clock}}      (1)
Frekvensupplösningen, definierad som den minsta möjliga inkrementella förändringen i frekvens, ges av
{\displaystyle F_{res}={\frac {F_{clock}}{2^{N}}}}      (2)
Ekvation (1) visar att fasackumulatorn kan ses som en programmerbar icke-heltalsfrekvensdelare av dividerat förhållande {\displaystyle \Delta F/2^{N}}.

## Fas-till-amplitud-omvandlare
Fasamplitudomvandlaren skapar sampeldomänvågformen från det trunkerade fasutgångsordet som tas emot från PA. PAC:n kan vara ett enkelt läsminne innehållande 2M sammanhängande sampel av den önskade utgångsvågformen som typiskt är en sinusform. Men ofta används olika knep för att minska mängden minne som krävs. Detta inkluderar olika trigonometriska expansioner, trigonometriska approximationer och metoder som drar fördel av kvadratursymmetrin som uppvisas av sinusoider. Alternativt kan PAC bestå av direktminne som kan fyllas efter önskemål för att skapa en godtycklig vågformsgenerator.

## Falska produkter
Falska produkter är resultatet av harmonisk eller icke-harmonisk distorsion vid skapandet av utsignalvågformen på grund av icke-linjära numeriska effekter i signalbehandlingskedjan. Endast numeriska fel täcks här.

### Fastrunkeringssporrar
Antalet fasackumulatorbitar för en DCO (N) är vanligtvis mellan 16 och 64. Om PA-utgångsordet användes direkt för att indexera PAC-uppslagstabellen skulle en ohållbart hög lagringskapacitet i ROM krävas. Som sådant måste PA-utgångsordet trunkeras för att spänna över ett rimligt minnesutrymme. Trunkering av fasordet orsakar fasmodulering av den utgående sinusformen, vilket introducerar icke-harmonisk distorsion i proportion till antalet trunkerade bitar. Antalet falska produkter som skapas av denna förvrängning ges av:
{\displaystyle n_{W}={\frac {2^{W}}{{\mbox{GCD}}(\Delta F,2^{W})}}-1}            (3)
där W är antalet bitar trunkerade.
Vid beräkningen av det falskfria dynamiska området är man intresserad av den falska produkten med den största amplituden i förhållande till bärvågsutgångsnivån som ges av:
{\displaystyle \zeta _{max}=2^{-M}{\frac {\pi {\mbox{GCD}}(\Delta F,2^{W})}{\sin \left(\pi \cdot 2^{-P}{\mbox{GCD}}(\Delta F,2^{W})\right)}}}
där P är storleken på fas-till-amplitudomvandlarens uppslagstabell i bitar, det vill säga M i figur 1. För W >4, 
{\displaystyle \zeta _{max}\approx -6.02\cdot P\;{\mbox{dBc}}.}
En annan relaterad falsk genereringsmetod är den lätta moduleringen på grund av GRR som beskrivs ovan. Amplituden för dessa sporrar är låg för stort N och deras frekvens är i allmänhet för låg för att kunna detekteras men de kan orsaka problem för vissa applikationer.
Ett sätt att minska trunkeringen i adressuppslagningen är att ha flera mindre uppslagstabeller parallellt och använda de övre bitarna för att indexera in i tabellerna och de nedre bitarna för att väga dem för linjär eller kvadratisk interpolation. Det vill säga använda en 24-bitars fasackumulator för att slå upp i två 16-bitars LUTS. Adressera till de trunkerade 16 MSB:erna, och det plus 1. Interpolera linjärt med de 8 LSB:erna som vikter. (Man skulle istället kunna använda 3 LUT istället och interpolera kvadratiskt). Detta kan resultera i minskad distorsion för samma mängd minne till priset av vissa multiplikatorer.

### Amplitudtrunkeringssporrar
En annan källa till falska produkter är amplitudkvantiseringen av den samplade vågformen som finns i PAC-uppslagningstabellen/-tabellerna. Om antalet DAC-bitar är P, är AM-sporrnivån ungefär lika med −6,02 P − 1,76 dBc.

### Dämpningstekniker
Fastrunkeringsporrar kan reduceras avsevärt genom införandet av vitt gaussiskt brus före trunkering. Det så kallade vibreringsbruset summeras till de lägre W+1-bitarna i PA-utgångsordet för att linjärisera trunkeringsoperationen. Ofta kan förbättringen uppnås utan straff eftersom DAC-ljudgolvet tenderar att dominera systemets prestanda. Amplitudavkortningssporrar kan inte mildras på detta sätt. Införande av brus i de statiska värdena som hålls i PAC-ROM:erna skulle inte eliminera cyklikaliteten hos trunkeringsfeltermerna och skulle således inte uppnå den önskade effekten.